# Sanzey
Sanzey est une commune française située dans le département de Meurthe-et-Moselle en région Grand Est.

## Géographie
Le village est situé au sud de la forêt de la Reine.La commune est limitrophe de quatre communes, mais Trondes ne touche qu'à peine Sanzey. (Fig. 1 Sanzey (ban communal)). Situé à 226 mètres d'altitude, le territoire est arrosé par les ruisseaux du Terrouin (3,721 km) ; de Woëvre (2,024 km); du Moulin de Lacore (0,675 km); de l’Étang Colnait (0,015 km) et de Rupt de Bagneux (1,21 km).
C'est justement sur une de ces parties de la commune de Ménil-la-Tour, près de l’Étang Colnait, que se situait une tuilerie exploitant au XVIIIe siècle les ressources en argile Callovien de la contrée, un autre lieu-dit la tuilerie est mentionné sur les cartes (Fig. 1).
D’après les données Corine land Cover, le ban communal de 358 hectares comprend en 2011, près de 98 % de terres arables et de prairies, 2 % de forêt et moins d'1% de zones urbanisées.
La commune est desservie par la route départementale n° 10 qui est parallèle à un ancien chemin (dit des romains) reliant la Meuse à la voie Toul-Pannes
| Royaumeix      | Ménil-la-Tour | Ménil-la-Tour |
| Royaumeix      | Sanzey        | Ménil-la-Tour |
| Trondes, Boucq | Lagney        | Lagney        |

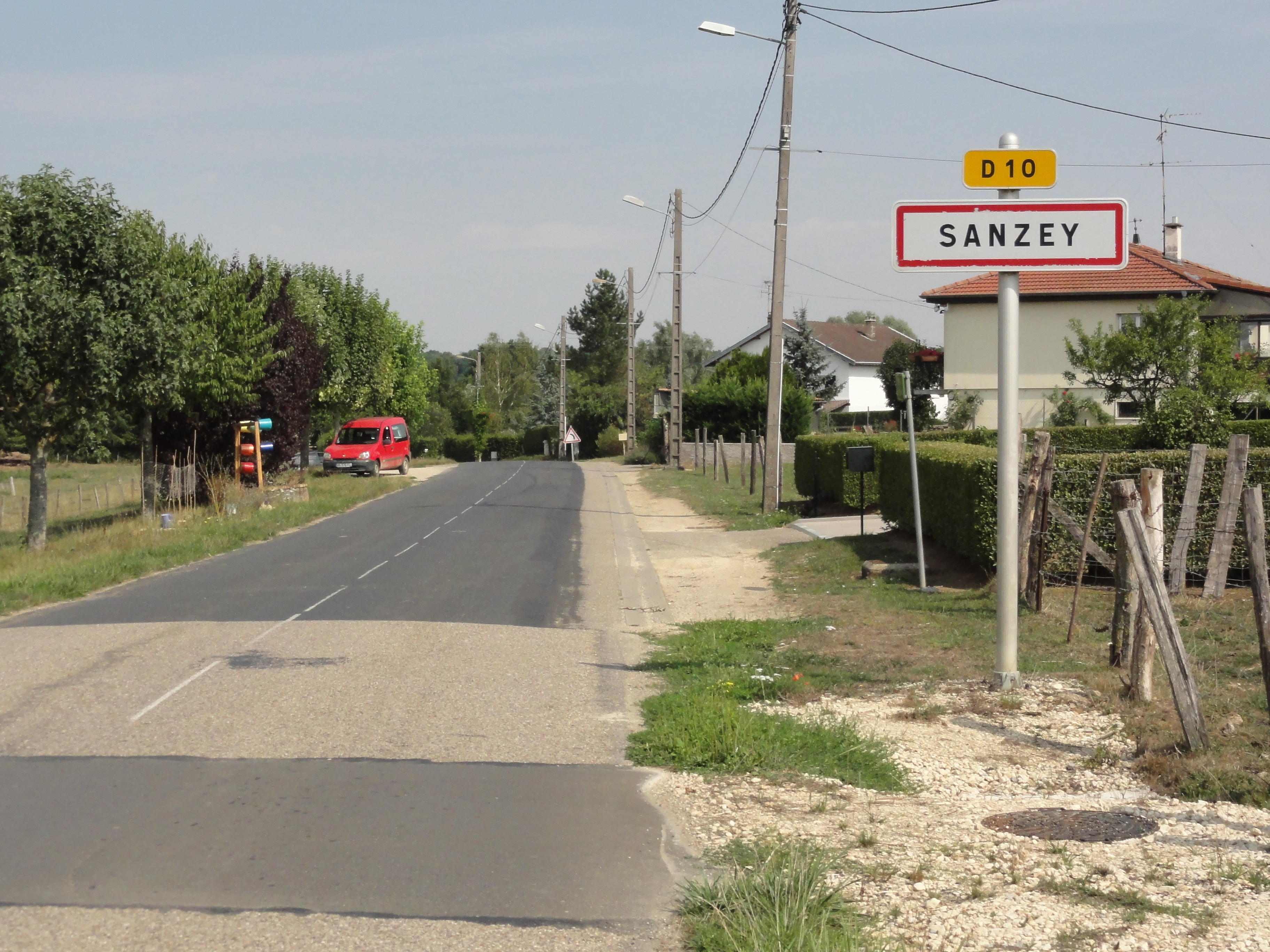
Entrée de Sanzey.
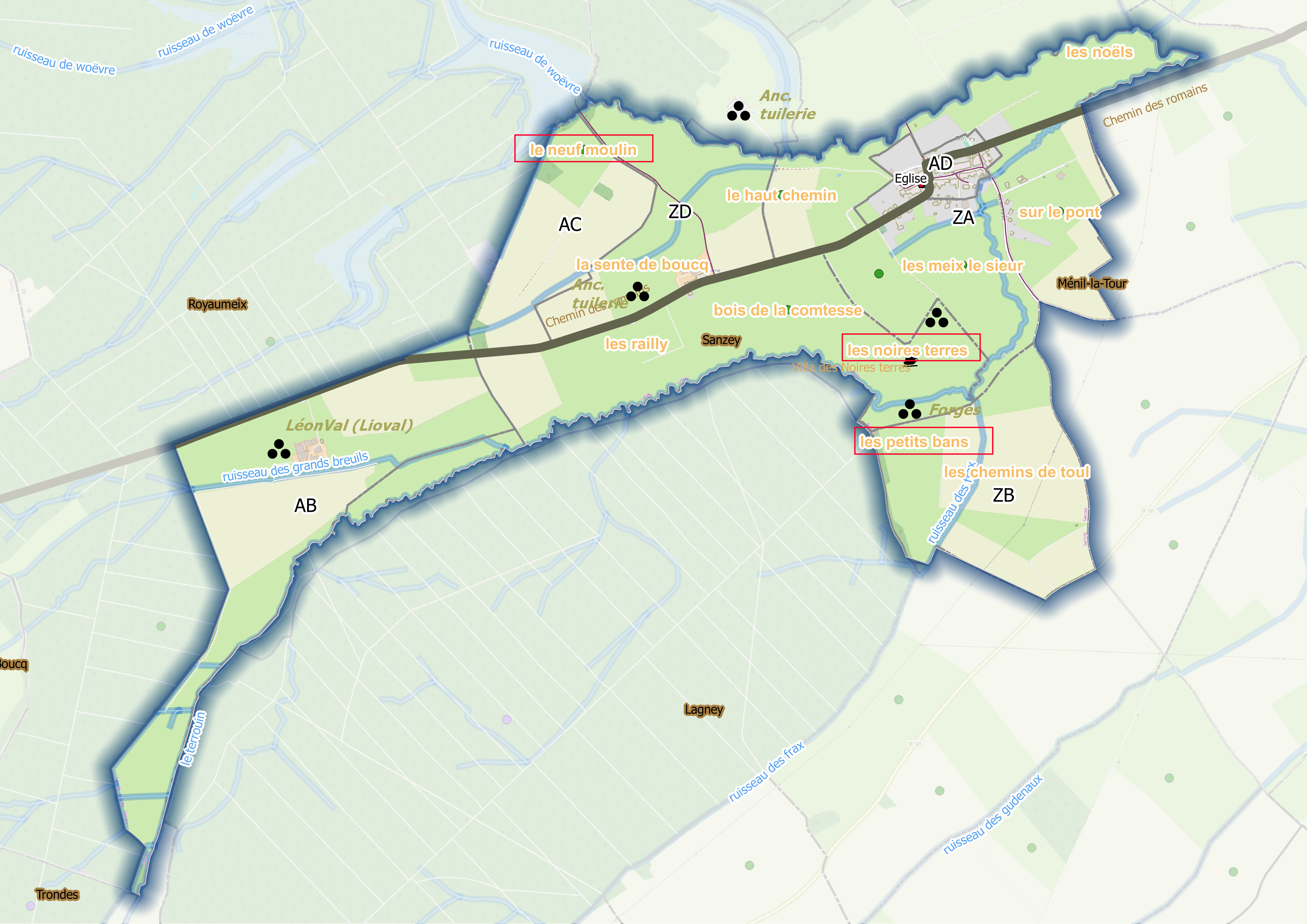
Fig. 1 - Sanzey (ban communal).

### Hydrographie
La commune est dans le bassin versant du Rhin au sein du bassin Rhin-Meuse. Elle est drainée par le ruisseau de Woevre, le ruisseau du Moulin de Lacore, le Terrouin et le Rupt de Bagneux,.
Le Terrouin, d'une longueur de 30 km, prend sa source dans la commune de Lucey et se jette  dans la Moselle à Villey-Saint-Étienne, après avoir traversé dix communes. 

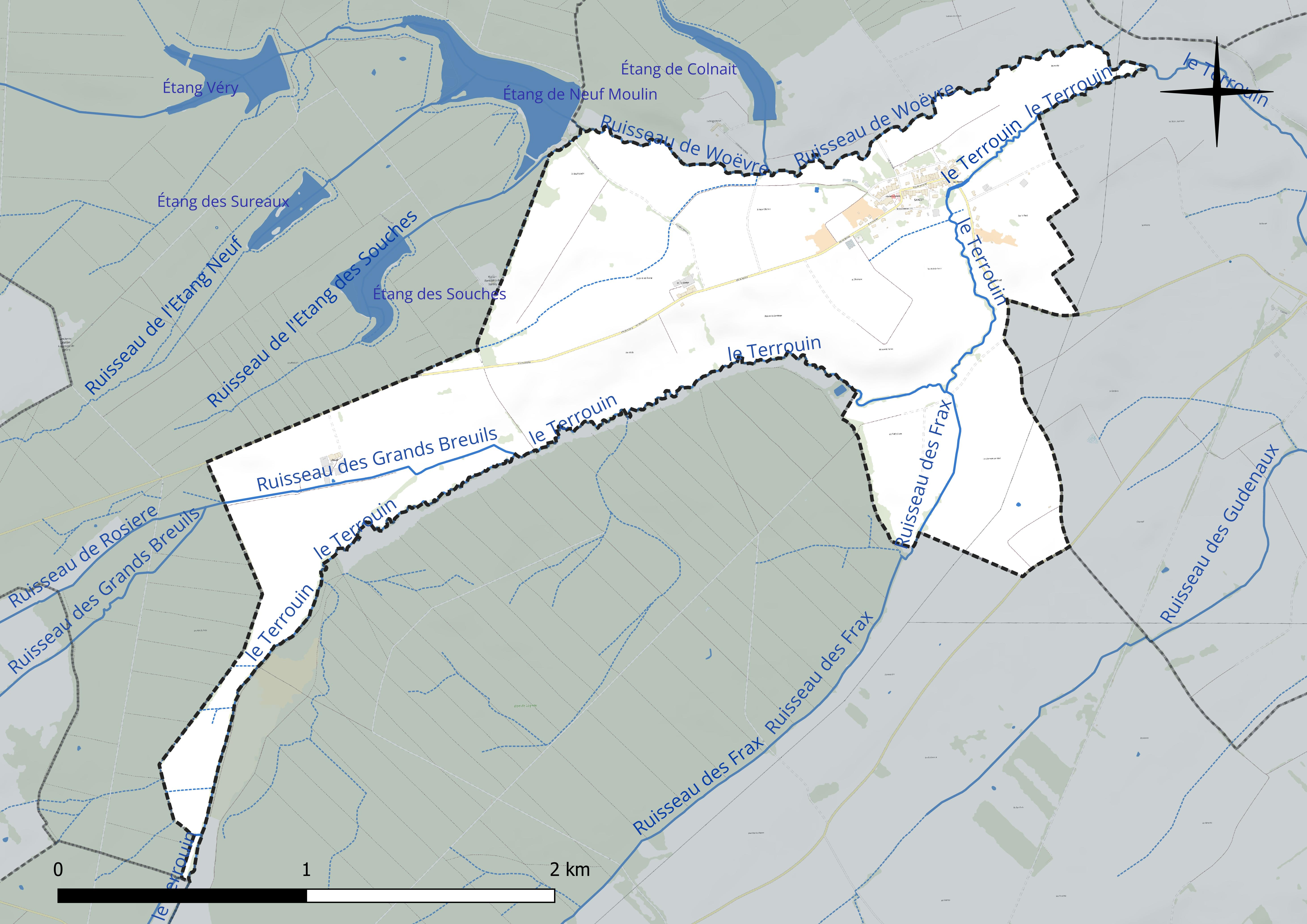
Réseau hydrographique de Sanzey.

### Climat
Pour des articles plus généraux, voir Climat du Grand Est et Climat de Meurthe-et-Moselle.
En 2010, le climat de la commune est de type climat des marges montargnardes, selon une étude du Centre national de la recherche scientifique s'appuyant sur une série de données couvrant la période 1971-2000. En 2020, Météo-France publie une typologie des climats de la France métropolitaine dans laquelle la commune est exposée à un climat océanique altéré et est dans la région climatique  Lorraine, plateau de Langres, Morvan, caractérisée par un hiver rude (1,5 °C), des vents modérés et des brouillards fréquents en automne et hiver. 
Pour la période 1971-2000, la température annuelle moyenne est de 9,6 °C, avec une amplitude thermique annuelle de 16,7 °C. Le cumul annuel moyen de précipitations est de 835 mm, avec 12,1 jours de précipitations en janvier et 9,1 jours en juillet. Pour la période 1991-2020, la température moyenne annuelle observée sur la station météorologique de Météo-France la plus proche, « Nonsard », sur la commune de Nonsard-Lamarche à 19 km à vol d'oiseau, est de 10,7 °C et le cumul annuel moyen de précipitations est de 690,8 mm. 
La température maximale relevée sur cette station est de 40,1 °C, atteinte le 25 juillet 2019 ; la température minimale est de −17 °C, atteinte le 1er mars 2005,,. 
Les paramètres climatiques de la commune ont été estimés pour le milieu du siècle (2041-2070) selon différents scénarios d'émission de gaz à effet de serre à partir des nouvelles projections climatiques de référence DRIAS-2020. Ils sont consultables sur un site dédié publié par Météo-France en novembre 2022.

## Urbanisme

### Typologie
Au 1er janvier 2024, Sanzey est catégorisée commune rurale à habitat dispersé, selon la nouvelle grille communale de densité à sept niveaux définie par l'Insee en 2022.
Elle est située hors unité urbaine. Par ailleurs la commune fait partie de l'aire d'attraction de Nancy, dont elle est une commune de la couronne,. Cette aire, qui regroupe 353 communes, est catégorisée dans les aires de 200 000 à moins de 700 000 habitants,.

### Occupation des sols
L'occupation des sols de la commune, telle qu'elle ressort de la base de données européenne d’occupation biophysique des sols Corine Land Cover (CLC), est marquée par l'importance des territoires agricoles (97,9 % en 2018), une proportion identique à celle de 1990 (97,9 %). La répartition détaillée en 2018 est la suivante : prairies (78,3 %), terres arables (10,1 %), zones agricoles hétérogènes (9,6 %), forêts (2,1 %). L'évolution de l’occupation des sols de la commune et de ses infrastructures peut être observée sur les différentes représentations cartographiques du territoire : la carte de Cassini (XVIIIe siècle), la carte d'état-major (1820-1866) et les cartes ou photos aériennes de l'IGN pour la période actuelle (1950 à aujourd'hui).

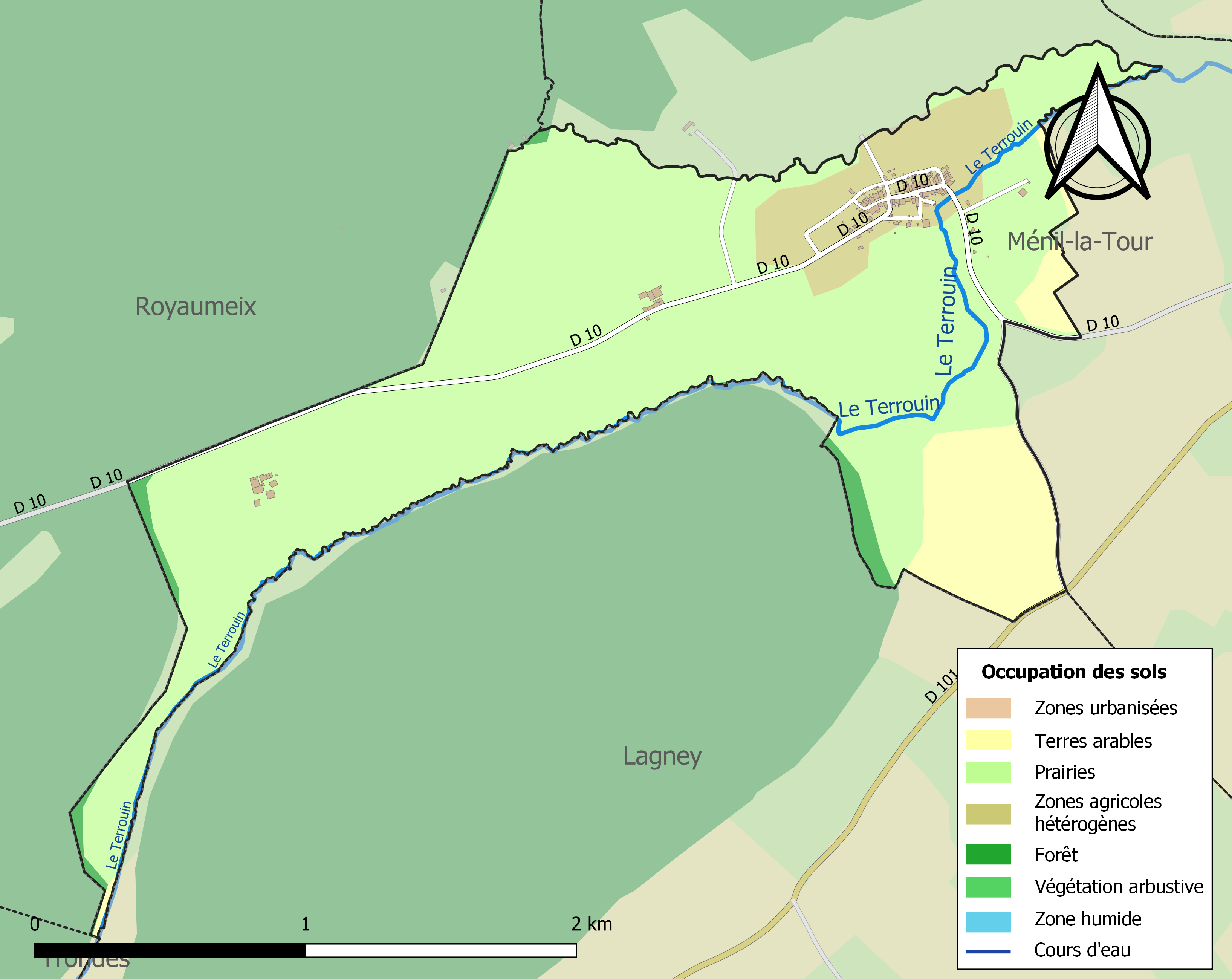
Carte des infrastructures et de l'occupation des sols de la commune en 2018 (CLC).

## Toponymie
Le nom de la localité est attesté sous les formes Locus de Sanzeio (1179) ; Grangia que Senzey dicitur (XIIIe siècle) ; La nueve ville con dit Sanzey (1242) ; Sanzeum (1402) ; Sansey (1602) ; Sanzé-lez-Ménil-la-Tour (1603) dans le Dictionnaire topographique du département de la Meurthe.
Sanzey serait un hagiotoponyme caché ; selon la légende, c’est l’archange saint Michel qui donna ce nom à la commune en mémoire d’un saint ermite (Sanseium, Sansiagus) qui vécut quelques années auparavant sur les bords des étangs[réf. non conforme].
En réalité, le toponyme est formé de l'anthroponyme gallo-romain Sanitius et du suffixe gallo-romain -acum, formation typique de l'Antiquité tardive et de l'époque mérovingienne. Cependant, il n'apparaît que tardivement dans la documentation, sous la forme Sanzeio en 1179. L'on trouve ensuite les formes vernaculaires Senzey, puis finalement Sanzey en 1242.

## Histoire
L'histoire du territoire de Sanzey est probablement très ancienne ainsi que le démontrent les compte rendu de nombreuses découvertes archéologiques, notamment par J. Beaupré :
«Il existe... des substructions importantes aux Noires terres, au Sud de Sanzey. On y a recueilli des poteries grossières, une dizaine de haches et une quarantaine de pointes de flèches en silex, deux pointes de flèches en os, une boucle d'oreille (?) en pierre, trois monnaies gauloises, dont deux en bronze, sans parler d'une grande quantité d'éclats de silex taillés. On a trouvé également des tuiles, des poteries décorées de beaux ornements, des monnaies de bronze et d'argent, des meules, etc.»
Sur l’un des emplacements d’une forge près du Bois de Sanzey, les fouilles, organisées par M. Authelin, ont permis de mettre au jour les ruines d’un atrium, pièce principale d’une villa romaine, et des hypocaustes, ainsi qu’un pavé avec des fragments de peintures bleue, verte et rouge.
M. Alain Surdel, assistant de Lettres à l'I.U.T. de Nancy, a exécuté en août 1977 une fouille de sauvetage dans la forêt de la Reine, au lieu-dit Neufmoulin (parcelle 83), sur le site d'un habitat gallo-romain. (Fig. 1).
Tels sont les indices d'une probable présence gallo-romaine et la découverte d’objets datant d’époques différentes sur le même lieu, laisse naturellement penser que c’est aux Noires-Terres que la première agglomération, ou tout du moins le premier regroupement d’habitants, s’était installé.
Au Moyen Âge central, Sanzey était le siège d'une seigneurie (Apremont), un château y était érigé, mais les nombreuses guerres qui ont ravagé la région n'en ont laissé aucune trace.
À la fin du règne de Louis XIV, le village ne comptait que 26 habitants. Un article des Études touloises poursuit et développe l'histoire du bourg dans les époques plus récentes et évoque également les principaux aménagements humains visibles ou disparus (tuilerie, château, église, ferme...).
La Société d'Archéologie lorraine a publié un article sur village

## Politique et administration
| Période                                  | Période                   | Identité                                    | Étiquette | Qualité |
| ---------------------------------------- | ------------------------- | ------------------------------------------- | --------- | ------- |
| Les données manquantes sont à compléter. |                           |                                             |           |         |
| avant 1995                               | mars 2008                 | Guy Ferry                                   |           |         |
| mars 2008                                | avril 2011                | Olivier Guérin                              | UMP       |         |
| mai 2011                                 | En cours (au 23 mai 2020) | Gérald Erzen Réélu pour le mandat 2020-2026 | SE        |         |

## Démographie
L'évolution du nombre d'habitants est connue à travers les recensements de la population effectués dans la commune depuis 1793. Pour les communes de moins de 10 000 habitants, une enquête de recensement portant sur toute la population est réalisée tous les cinq ans, les populations de référence des années intermédiaires étant quant à elles estimées par interpolation ou extrapolation. Pour la commune, le premier recensement exhaustif entrant dans le cadre du nouveau dispositif a été réalisé en 2008.

En 2022, la commune comptait 148 habitants, en évolution de +8,03 % par rapport à 2016 (Meurthe-et-Moselle : −0,13 %, France hors Mayotte : +2,11 %).
| 1793 | 1800 | 1806 | 1821 | 1831 | 1836 | 1841 | 1846 | 1851 |
| ---- | ---- | ---- | ---- | ---- | ---- | ---- | ---- | ---- |
| 235  | 245  | 240  | 233  | 263  | 288  | 290  | 265  | 270  |

| 1856 | 1861 | 1872 | 1876 | 1881 | 1886 | 1891 | 1896 | 1901 |
| ---- | ---- | ---- | ---- | ---- | ---- | ---- | ---- | ---- |
| 273  | 312  | 264  | 258  | 241  | 219  | 226  | 223  | 207  |

| 1906 | 1911 | 1921 | 1926 | 1931 | 1936 | 1946 | 1954 | 1962 |
| ---- | ---- | ---- | ---- | ---- | ---- | ---- | ---- | ---- |
| 220  | 203  | 191  | 155  | 140  | 169  | 133  | 127  | 105  |

| 1968 | 1975 | 1982 | 1990 | 1999 | 2006 | 2008 | 2013 | 2018 |
| ---- | ---- | ---- | ---- | ---- | ---- | ---- | ---- | ---- |
| 100  | 95   | 91   | 119  | 138  | 138  | 138  | 137  | 150  |

| 2022 | - | - | - | - | - | - | - | - |
| ---- | - | - | - | - | - | - | - | - |
| 148  | - | - | - | - | - | - | - | - |

## Économie
Les historiens s'accordent à décrire une économie essentiellement agricole, au XIXe siècle :  
« 348 hect-, dont 240 en labours, 80 en prés et 25 en bois   »

### Secteur primaire ouAgriculture
Le secteur primaire comprend, outre les exploitations agricoles et les élevages, les établissements liés à l’exploitation de la forêt et les pêcheurs.
D'après le recensement agricole 2010 du Ministère de l'agriculture (Agreste), la commune de Sanzey était majoritairement orientée sur la polyculture et le poly-élevage (auparavant même production) sur une surface agricole utilisée d'environ 369 hectares (en deçà de la surface cultivable communale) en baisse depuis 1988 - Le cheptel en unité de gros bétail s'est réduit de 467 à 235 entre 1988 et 2010. Il n'y avait plus que 5 exploitations agricoles ayant leur siège dans la commune employant 4 unités de travail.

## Culture locale et patrimoine

### Lieux et monuments
- L'église Saint-Nicolas de Sanzey date de 1852.
- Un grand croix de chemin.
- Petit patrimoine : plusieurs pompes à roue avec abreuvoir ou lavoir, parfois changé en bac à fleurs.

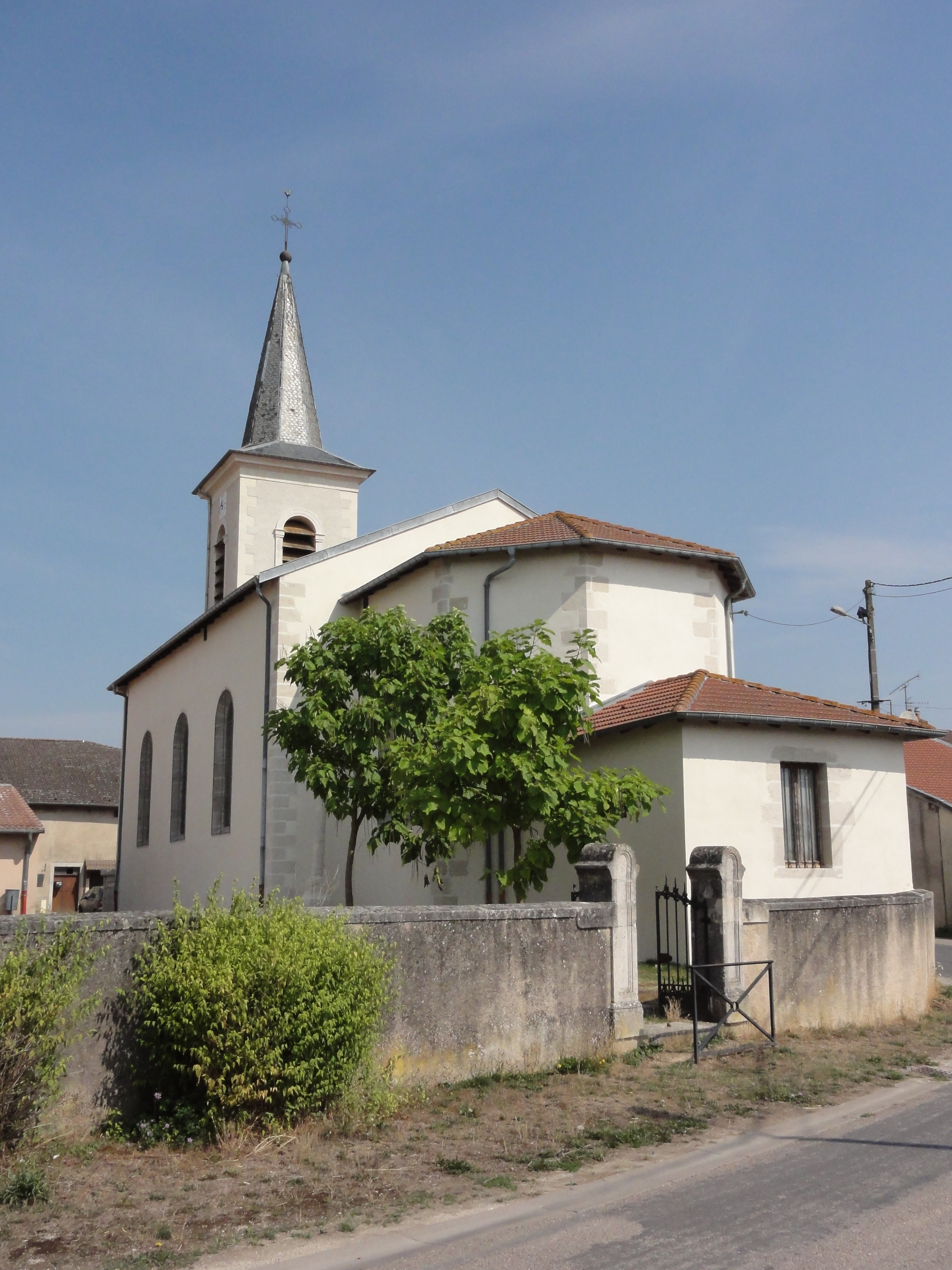
Église Saint-Nicolas.
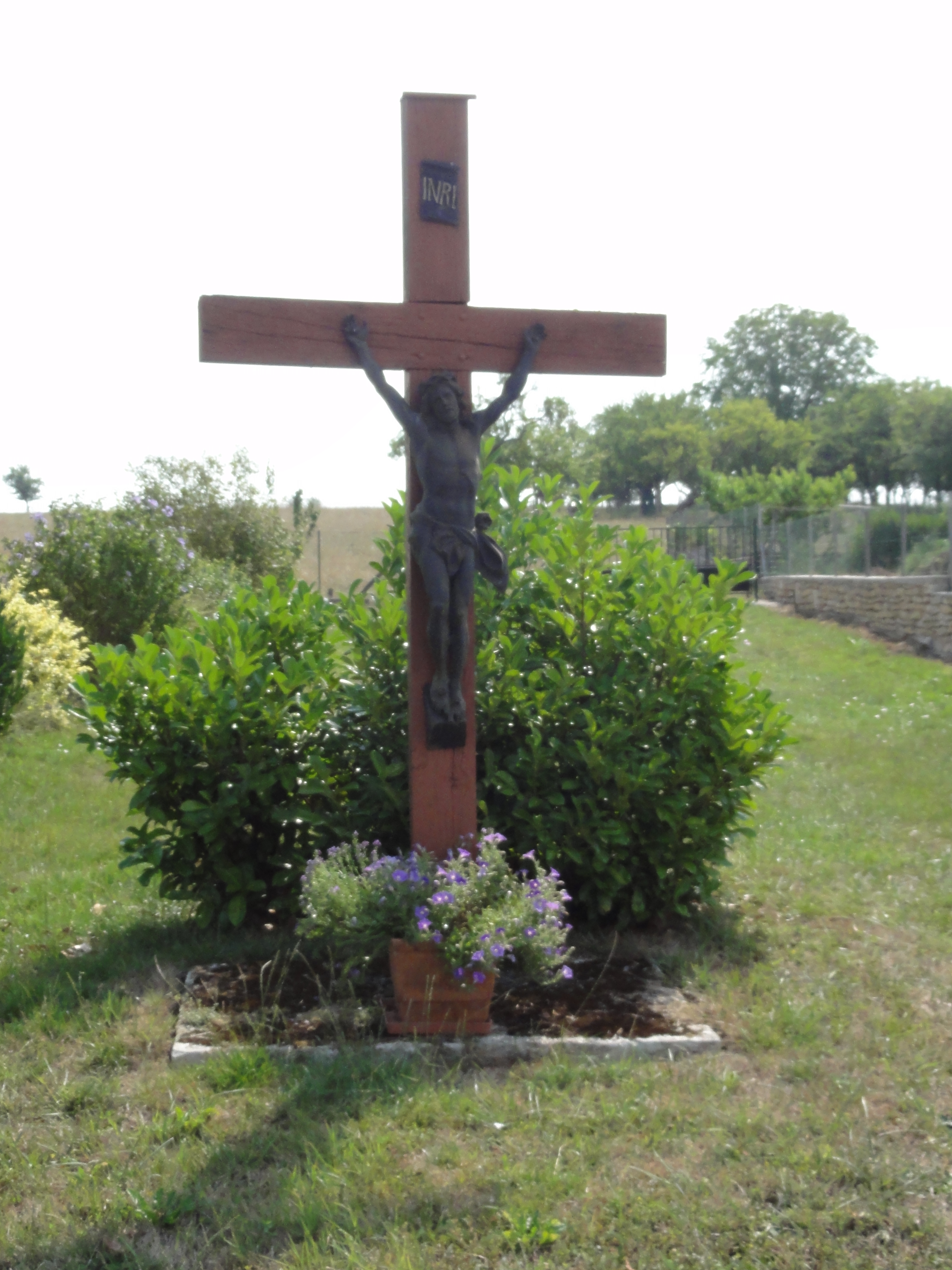
croix de chemin.
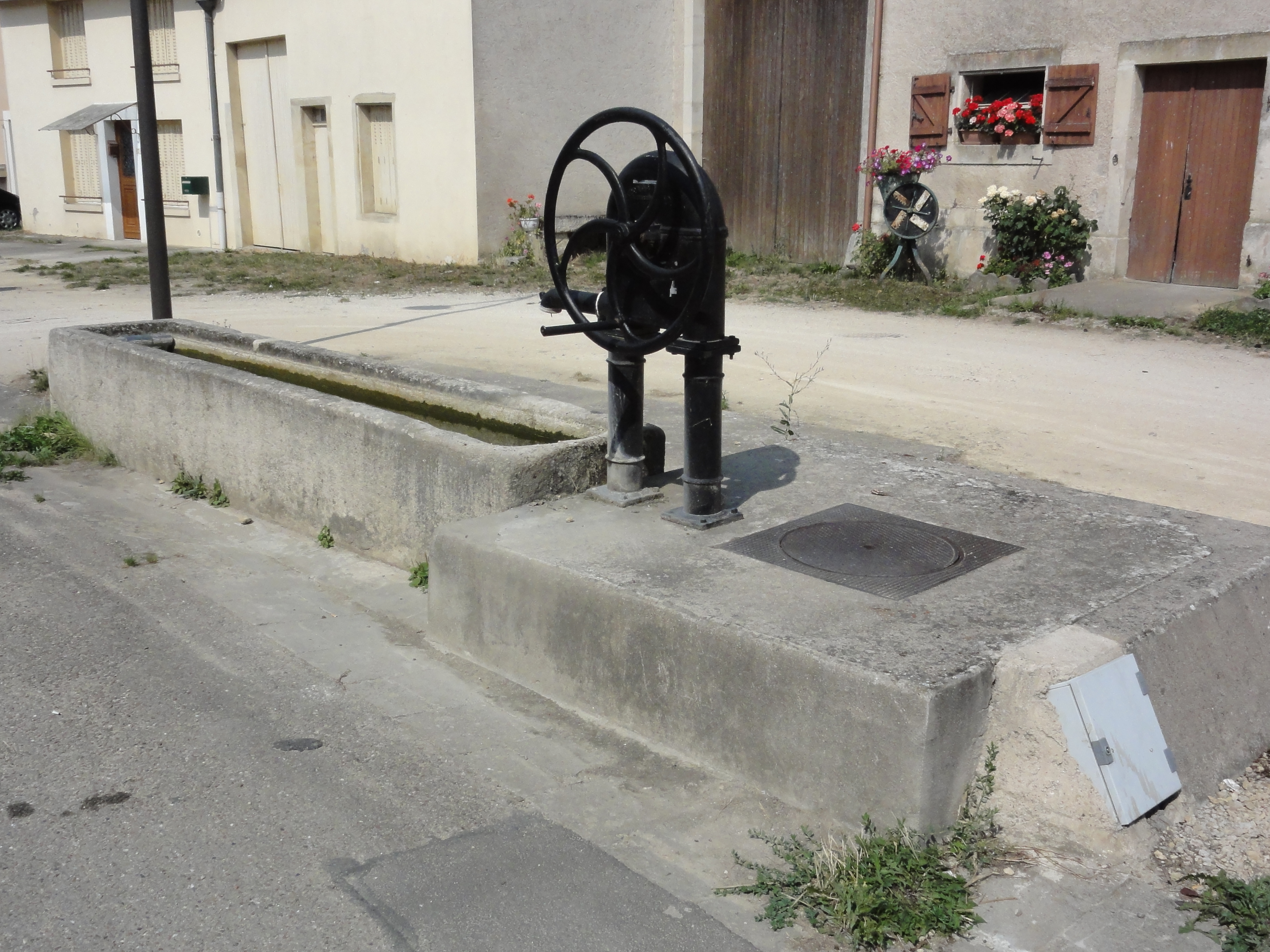
pompe avec abreuvoir.
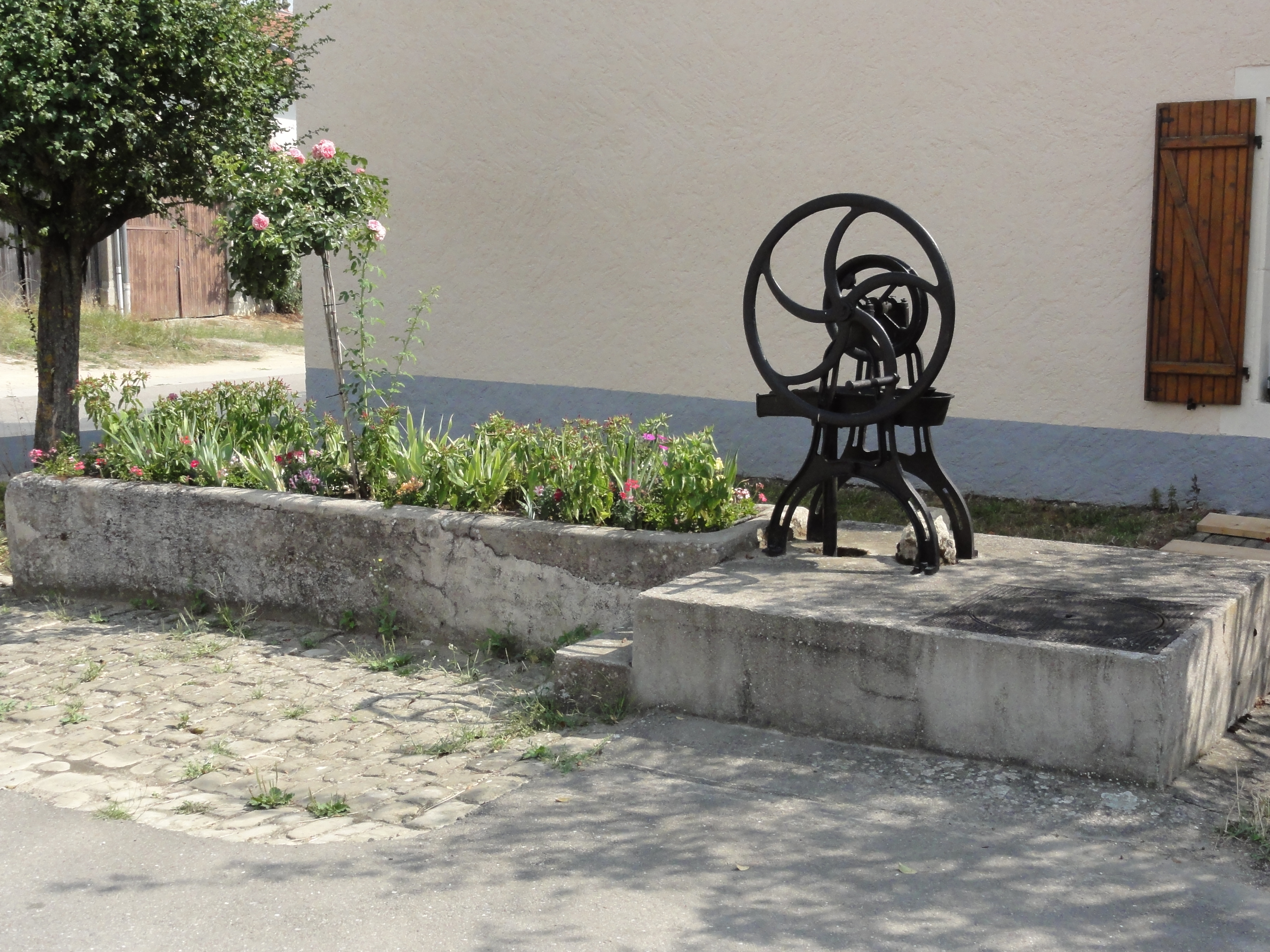
pompe avec abreuvoir/bac à plantes.

### Héraldique
| Blason de Sanzey | Blason  | Ecartelé aux 1 - 4 d'or à une aigle éployée de sable, aux 2 - 3 d'argent à une fasce de sable accompagnée de trois glands de sinople deux en chef et un en pointe. |
| Blason de Sanzey | Détails | Ce sont les armes de Charles baron de Parisot et de Bernécourt seigneur du lieu en 1720. Le statut officiel du blason reste à déterminer.                          |